# Ernst Friedrich Knorre
Ernst Friedrich Knorre (Haldensleben, 1759. december 11. – Dorpat, 1810. december 1.) német csillagász. Élete nagy részén a mai Észtország területén, az Orosz Birodalomban élt. Fia, Karl Friedrich Knorre és unokája, Viktor Knorre is ismert csillagászok lettek.